# Historyczne miejsca i pomniki w Antarktyce
Historyczne miejsca i pomniki w Antarktyce, HSM (od ang. Historic Sites and Monuments in Antarctica) – miejsca i obiekty w Antarktyce objęte ochroną na mocy Układu Antarktycznego ze względu na wartość historyczną, dokumentującą odkrycia i badania Antarktyki.
Miejsca o uznanej wartości historycznej, które zostały wyznaczone jako szczególnie chronione obszary Antarktyki lub szczególnie zarządzane obszary Antarktyki albo miejsca i pomniki znajdujące się w ich granicach, powinny zostać zaliczone w poczet historycznych miejsc i pomników w Antarktyce. Ponadto takie miejsca mogą być wskazywane przez strony Układu antarktycznego, na podstawie załącznika V do Protokołu o ochronie środowiska (tak zwanego protokołu madryckiego, podpisanego w Madrycie 4 października 1991).
Strona wskazująca kandydaturę miejsca lub pomnika historycznego musi wykazać, że miejsce lub pomnik spełnia jedno lub więcej z poniższych kryteriów:
1. w miejscu tym miało miejsce zdarzenie znaczące dla historii nauki lub badań Antarktyki
2. istnieje związek miejsca/pomnika z osobą, która odegrała ważną rolę w historii badań
3. istnieje związek miejsca/pomnika z wydarzeniem znaczącym w historii Antarktyki
4. reprezentuje ono, lub stanowi część większej całości, działań ważnych dla poznania Antarktyki
5. w jego konstrukcji, projekcie lub zastosowanych materiałach istnieje techniczna, historyczna lub kulturalna wartość
6. ma wartość naukową lub edukacyjną w kwestii ludzkich działań w Antarktyce
7. ma wartość symboliczną lub pamiątkową dla ludzi z wielu narodów[2].

## Lista
Do 2024 roku wskazano 96 historycznych miejsca i pomników w Antarktyce. Z listy tej skreślono pięć pozycji, trzy w związku ze zniszczeniem historycznych obiektów, a dwie pozycje zostały połączone.
| Nr | Nazwa                                                          | Opis | Położenie                                      | Kraj proponujący                                      | Zdjęcie |
| -- | -------------------------------------------------------------- | --- | ---------------------------------------------- | ----------------------------------------------------- | ------- |
| 1  | Maszt flagi na biegunie południowym                            | Maszt ustawiony w grudniu 1965 przez członków argentyńskiej ekspedycji wojskowej | 90°S 0°E/-90,000000 0,000000                   | Argentyna                                             |         |
| 2  | Kopiec Fukushimy                                               | Kopiec skalny i tabliczki koło stacji Syowa, upamiętniające japońskiego polarnika nazwiskiem Shin Fukushima, który zginął w 1960 roku podczas czwartej japońskiej ekspedycji antarktycznej | 69°00′S 39°35′E/-69,000000 39,583333           | Japonia                                               |         |
| 3  | Kopiec Mawsona, Proclamation Island                            | Kopiec skalny usypany w 1930 roku, upamiętniający lądowanie Douglasa Mawsona i ekspedycji BANZARE na Proclamation Island u wybrzeża Ziemi Enderby | 65°51′S 53°41′E/-65,850000 53,683333           | Australia                                             |         |
| 4  | Stacja „Biegun niedostępności”                                 | Budynek stacji, zwieńczony popiersiem Lenina, wraz z tablicą upamiętniającą zdobycie kontynentalnego bieguna niedostępności przez radziecką wyprawę w 1958 | 82°06′42″S 55°01′57″E/-82,111667 55,032500     | Rosja                                                 |         |
| 5  | Kopiec Mawsona, Cape Bruce                                     | Kopiec skalny usypany w 1931 roku, upamiętniający lądowanie Douglasa Mawsona i ekspedycji BANZARE na przylądku Bruce’a na Ziemi Mac Robertsona | 67°25′S 60°47′E/-67,416667 60,783333           | Australia                                             |         |
| 6  | Kopiec Wilkinsa                                                | Kopiec skalny usypany w 1939 roku przez Huberta Wilkinsa w Oazie Vestfold (Ziemia Księżniczki Elżbiety), z metalowym pojemnikiem zawierającym opis wyprawy | 68°22′S 78°33′E/-68,366667 78,550000           | Australia                                             |         |
| 7  | Kamień Iwana Chmary                                            | Kamień z tablicą na Wyspie Buromskiego, upamiętniający kierowcę-mechanika z pierwszej radzieckiej ekspedycji antarktycznej, który zginął na lodzie morskim w 1956 roku | 66°32′04″S 92°59′57″E/-66,534444 92,999167     | Rosja                                                 |         |
| 8  | Pomnik Anatolija Szczegłowa                                    | Metalowa stela upamiętniająca kierowcę-mechanika, który zginął na służbie, ustawiona 2 km od stacji Mirnyj | 66°34′43″S 92°58′23″E/-66,578611 92,973056     | Rosja                                                 |         |
| 9  | Cmentarz na wyspie Buromskiego                                 | Cmentarz, na którym pochowani zostali obywatele ZSRR, Czechosłowacji, NRD i Szwajcarii, którzy zginęli podczas radzieckich i rosyjskich wypraw antarktycznych | 66°32′04″S 93°00′00″E/-66,534444 93,000000     | Rosja                                                 |         |
| 10 | Obserwatorium stacji Oazis                                     | Obserwatorium magnetyczne w stacji Dobrowolskiego (d. Oazis) w Oazie Bungera, z tabliczką upamiętniającą otwarcie tej stacji w 1956 r. | 66°16′30″S 100°45′03″E/-66,275000 100,750833   | Rosja                                                 |         |
| 11 | Ciągnik na stacji Wostok                                       | Ciężki ciągnik gąsienicowy AT-T nr 11 na stacji Wostok, który brał udział w pierwszej wyprawie do bieguna geomagnetycznego, z tabliczką upamiętniającą otwarcie stacji w 1957 r. | 78°27′48″S 106°50′06″E/-78,463333 106,835000   | Rosja                                                 |         |
| 12 | Krzyż i tablica na Przylądku Denisona (wykreślony)             | Włączone w obręb HSM 77 | 67°00′S 142°42′E/-67,000000 142,700000         | Australia                                             |         |
| 13 | Chata na Przylądku Denisona (wykreślony)                       | Włączona w obręb HSM 77 | 67°00′S 142°42′E/-67,000000 142,700000         | Australia                                             |         |
| 14 | Jaskinia lodowa na Inexpressible Island                        | Tablica na wyspie w Zatoce Terra Nova, wskazująca położenie jaskini lodowej, w której zimowali członkowie grupy Victora Campbella z Ekspedycji Terra Nova | 74°54′S 163°43′E/-74,900000 163,716667         | Nowa Zelandia                                         |         |
| 15 | Chata Shackletona                                              | Chata na przylądku Cape Royds na Wyspie Rossa, postawiona przez wyprawę Ernesta Shackletona w 1908 roku, odrestaurowana w 1961 r.; w obrębie ASPA 157 | 77°33′S 166°10′E/-77,550000 166,166667         | Nowa Zelandia                                         |         |
| 16 | Chata Terra Nova                                               | Chata na przylądku Cape Evans na Wyspie Rossa, postawiona przez Ekspedycję Terra Nova pod dowództwem Jamesa Rossa w 1911 roku, odrestaurowana w 1961 r.; w obrębie ASPA 155 | 77°38′S 166°24′E/-77,633333 166,400000         | Nowa Zelandia                                         |         |
| 17 | Krzyż na Wind Vane Hill                                        | Krzyż na wzgórzu na przylądku Cape Evans na Wyspie Rossa, postawiona przez grupę kapitana Aeneasa Mackintosha z Imperialnej Wyprawy Transantarktycznej pod dowództwem Shackletona, ku pamięci trzech towarzyszy, którzy zginęli w 1916 roku; w obrębie ASPA 155 | 77°38′S 166°24′E/-77,633333 166,400000         | Nowa Zelandia                                         |         |
| 18 | Chata Scotta (ekspedycja Discovery)                            | Chata w Hut Point na Wyspie Rossa, postawiona w 1902 przez członków ekspedycji Discovery pod dowództwem Roberta Scotta; częściowo odtworzona w 1964 roku; w obrębie ASPA 158 | 77°50′S 166°37′E/-77,833333 166,616667         | Nowa Zelandia                                         |         |
| 19 | Krzyż George’a Vince                                           | Krzyż w Hut Point na Wyspie Rossa, postawiony w 1904 przez ekspedycję Discovery ku pamięci członka wyprawy, który zginął w pobliżu | 77°50′S 166°37′E/-77,833333 166,616667         | Nowa Zelandia                                         |         |
| 20 | Krzyż na Observation Hill                                      | Krzyż na wzgórzu na Wyspie Rossa, postawiony w 1913 ku pamięci grupy Scotta, która zginęła podczas powrotu z bieguna południowego dziesięć miesięcy wcześniej przez pozostałych członków ekspedycji Terra Nova | 77°51′S 166°41′E/-77,850000 166,683333         | Nowa Zelandia                                         |         |
| 21 | Kamienne igloo Wilsona                                         | Pozostałości schronienia ułożonego z kamieni przez grupę Edwarda Wilsona z ekspedycji Terra Nova, która zimą 1911 wyprawiła się po jaja pingwinów cesarskich | 77°31′S 169°22′E/-77,516667 169,366667         | Nowa Zelandia                                         |         |
| 22 | Chaty Borchgrevinka                                            | Trzy chaty i inne historyczne przedmioty na Przylądku Adare’a, pozostawione przez wyprawę Borchgrevinka (1899) i grupę północną ekspedycji Terra Nova (1911) | 71°18′S 170°12′E/-71,300000 170,200000         | Nowa Zelandia                                         |         |
| 23 | Grób Hansona                                                   | Grób norweskiego biologa Nicolaia Hansona, członka wyprawy Borchgrevinka (zm. 1900) | 71°17′S 170°13′E/-71,283333 170,216667         | Nowa Zelandia                                         |         |
| 24 | Kopiec Amundsena                                               | Skalny kopiec usypany 6 stycznia 1912 przez Roalda Amundsena na Mount Betty w paśmie Gór Królowej Maud, w drodze powrotnej z bieguna południowego | 85°11′S 163°45′E/-85,183333 163,750000         | Norwegia                                              |         |
| 25 | Chata i tablica ekspedycji „Norwegii” (wykreślone)             | Chata i tablica na Wyspie Piotra I ustawione w lutym 1929 roku przez kapitana Nilsa Larsena. W latach 80. XX wieku obiekty te już nie istniały. | 68°47′S 90°42′W/-68,783333 -90,700000          | Norwegia                                              |         |
| 26 | Opuszczona stacja San Martín                                   | Opuszczone instalacje argentyńskiej bazy na Wyspie Barry’ego w Zatoce Małgorzaty, z krzyżem, masztem flagi i monolitem, postawione w 1951 roku | 68°08′S 67°08′W/-68,133333 -67,133333          | Argentyna                                             |         |
| 27 | Kopiec Charcota (1909)                                         | Kopiec z repliką ołowianej tabliczki na Megalestris Hill na Petermann Island, usypany w 1909 przez członków drugiej ekspedycji Charcota | 65°10′S 64°09′W/-65,166667 -64,150000          | Argentyna                                             |         |
| 28 | Kopiec Charcota (1904)                                         | Kopiec w Port Charcot, Booth Island, z drewnianą kolumną i tabliczką z imionami członków pierwszej ekspedycji Charcota, którzy zimowali w tej zatoce na pokładzie statku „Français” w 1904 | 65°03′S 64°01′W/-65,050000 -64,016667          | Australia                                             |         |
| 29 | Latarnia morska „Primero de Mayo”                              | Latarnia morska na wyspie Lambda (Wyspy Melchiora), wybudowana przez Argentyńczyków w 1924 jako pierwsza w Antarktyce | 64°18′S 62°59′W/-64,300000 -62,983333          | Argentyna                                             |         |
| 30 | Schronienie „Gabriel Gonzalez Videla”                          | Schronienie zbudowane w 1950 roku w Paradise Harbour, koło chilijskiej bazy González Videla, reprezentatywne dla konstrukcji poprzedzających Międzynarodowy Rok Geofizyczny | 64°49′S 62°51′W/-64,816667 -62,850000          | Chile                                                 |         |
| 31 | Tablica w miejscu dawnego cmentarza wielorybników (wykreślony) | Na cmentarzu na Deception Island w archipelagu Szetlandów Południowych pochowano w I poł. XX wieku 40 norweskich wielorybników; erupcja wulkanu w 1969 roku wywołała lahar, który zniszczył cmentarz | 64°59′S 60°34′W/-64,983333 -60,566667          |                                                       |         |
| 32 | Monolit koło bazy Prat                                         | Betonowy monolit ustawiony w 1947 roku obok stacji Capitán Arturo Prat na Greenwich Island. Punkt referencyjny dla chilijskich służb hydrograficznych; reprezentuje istotny dział badań w czasie poprzedzającym Międzynarodowy Rok Geofizyczny | 62°28′S 59°40′W/-62,466667 -59,666667          | Chile                                                 |         |
| 33 | Schronienie González Pacheco                                   | Schronienie i krzyż w pobliżu bazy Arturo Prat (Greenwich Island), nazwane na cześć Gonzáleza Pacheco, chilijskiego dowódcy stacji, który zmarł na posterunku w 1960 roku | 62°29′S 59°40′W/-62,483333 -59,666667          | Chile                                                 |         |
| 34 | Popiersie Arturo Prata                                         | Popiersie chilijskiego bohatera narodowego Arturo Prata, ustawione na stacji nazwanej jego imieniem | 62°50′S 59°41′W/-62,833333 -59,683333          | Chile                                                 |         |
| 35 | Figura NMP z Góry Karmel                                       | Figura Najświętszej Maryi Panny z Góry Karmel, patronki Chile oraz drewniany krzyż koło stacji Arturo Prat | 62°29′S 59°40′W/-62,483333 -59,666667          | Chile                                                 |         |
| 36 | Tablica ekspedycji Dallmana                                    | Replika metalowej tablicy umieszczonej w Potter Cove na Wyspie Króla Jerzego przez niemieckiego polarnika Eduarda Dallmanna | 62°14′S 58°39′W/-62,233333 -58,650000          | Argentyna, · Wielka Brytania                          |         |
| 37 | Miejsce historyczne O’Higgins                                  | Zespół miejsc historycznych na przylądku Cape Legoupil (Półwysep Antarktyczny): - Popiersie generała Bernardo O’Higginsa, pierwszego przywódcy Chile, - Zabudowania pierwszej stacji General Bernardo O’Higgins otwartej w 1948 roku, - Tablica ku czci poruczników Oscara Inostroza Contreras i Sergio Ponce Torrealba, którzy zginęli na Antarktydzie 12 sierpnia 1957 roku, - Grota NMP z Góry Karmel, położona koło stacji.                                              | 63°19′S 57°54′W/-63,316667 -57,900000          | Chile                                                 |         |
| 38 | Chata Nordenskjölda                                            | Drewniana chata na Snow Hill Island wzniesiona w lutym 1902 przez Szwedzką Wyprawę Antarktyczną pod dowództwem Otto Nordenskjölda | 64°22′S 56°59′W/-64,366667 -56,983333          | Argentyna, · Wielka Brytania                          |         |
| 39 | Chata w Zatoce Nadziei                                         | Kamienne schronienie wybudowane w Zatoce Nadziei (Trinity Peninsula, Półwysep Antarktyczny) w styczniu 1903 przez uczestników Szwedzkiej Wyprawy Antarktycznej | 63°24′S 56°59′W/-63,400000 -56,983333          | Argentyna, · Wielka Brytania                          |         |
| 40 | Popiersie generała San Martína                                 | Popiersie generała José de San Martína, argentyńskiego bohatera narodowego, grota z figurą Matki Bożej z Luján i maszt flagi w stacji Esperanza ustawiony w 1955 wraz z cmentarzem ze stelą upamiętniającą zmarłych członków argentyńskich wypraw polarnych | 63°24′S 56°59′W/-63,400000 -56,983333          | Argentyna                                             |         |
| 41 | Chata na Paulet Island                                         | Kamienne schronienie wybudowane w 1903 roku przez rozbitków ze statku Szwedzkiej Wyprawy Antarktycznej „Antarctic” pod dowództwem Carla Antona Larsena, którzy spędzili w nim antarktyczną zimę, wraz z grobem członka wyprawy i kamiennym kopcem, usypanym dla zwrócenia uwagi ekspedycji ratunkowej | 63°34′S 55°45′W/-63,566667 -55,750000          | Argentyna, · Wielka Brytania                          |         |
| 42 | Chatki nad Scotia Bay                                          | Zabudowania na wyspie Laurie (Orkady Południowe): kamienne schronienie (Omond House) wybudowane w 1903 roku przez szkocką wyprawę pod dowództwem Williama S. Bruce’a, argentyńska stacja meteorologiczna (Moneta House) i obserwatorium magnetyczne z 1905 roku, oraz cmentarz z 12 grobami, w którym najstarszy pochówek pochodzi z 1903 roku | 60°46′S 44°40′W/-60,766667 -44,666667          | Argentyna                                             |         |
| 43 | Krzyż Generała Belgrano                                        | Krzyż postawiony w 1955 roku 1,3 km od stacji Belgrano I, później przeniesiony do stacji Belgrano II na Ziemi Coatsów | 77°52′S 34°37′W/-77,866667 -34,616667          | Argentyna                                             |         |
| 44 | Tablica na stacji Dakshin Gangotri                             | Tablica na pierwszej indyjskiej stacji na Wybrzeżu Księżniczki Astrid na Ziemi Królowej Maud, z nazwiskami członków pierwszej indyjskiej ekspedycji antarktycznej | 70°45′S 11°38′E/-70,750000 11,633333           | Indie                                                 |         |
| 45 | Tablica ekspedycji Gerlache’a                                  | Tablica na Brabant Island, na przylądku Miecznikowa, na 70 m n.p.m. u szczytu moreny, upamiętniająca wyprawę statku Belgica pod dowództwem Adriena de Gerlache, którego załoga zimowała w lodach Antarktyki | 64°02′S 62°34′W/-64,033333 -62,566667          | Belgia                                                |         |
| 46 | Pozostałości stacji Port-Martin                                | Ruiny francuskiej stacji na Ziemi Adeli, zbudowanej w 1950 i częściowo zniszczonej przez pożar w nocy z 23 na 24 stycznia 1952 | 66°49′S 141°24′W/-66,816667 -141,400000        | Francja                                               |         |
| 47 | Base Marret                                                    | Drewniany budynek na Ile des Pétrels, w którym przezimowało siedmiu ludzi pod dowództwem Mario Marreta, ewakuowanych po pożarze stacji Port-Martin | 66°40′S 140°01′E/-66,666667 140,016667         | Francja                                               |         |
| 48 | Krzyż Prudhomme’a                                              | Żelazny krzyż na północno-wschodnim przylądku Ile des Pétrels, upamiętniający André Prudhomme’a, naczelnego meteorologa wyprawy w Międzynarodowym Roku Geofizycznym, który zaginął podczas śnieżycy 7 stycznia 1959 | 66°40′S 140°01′E/-66,666667 140,016667         | Francja                                               |         |
| 49 | Filar w Oazie Bungera                                          | Betonowy filar ustawiony w stacji im. A.B. Dobrowolskiego w Oazie Bungera przez pierwszą polską ekspedycję antarktyczną w celu pomiaru przyspieszenia ziemskiego; pomiar ten wykazał wartość (982 439,4 ± 0,4) miligali | 66°16′S 100°45′E/-66,266667 100,750000         | Polska                                                |         |
| 50 | Tablica z Orłem Białym                                         | Mosiężna tablica z wizerunkiem Orła Białego na półwyspie Fildes nad Zatoką Maxwella na Wyspie Króla Jerzego, upamiętniająca lądowanie ekspedycji Polskiej Akademii Nauk w pobliżu stacji Bellingshausen | 62°12′S 59°01′W/-62,200000 -59,016667          | Polska                                                |         |
| 51 | Grób Puchalskiego                                              | Grób przyrodnika, fotografa i dokumentalisty Włodzimierza Puchalskiego, który zmarł 19 stycznia 1979 w polskiej stacji im. Arctowskiego, zwieńczony żelaznym krzyżem, położony na wzgórzu na południe od stacji | 62°13′S 58°58′W/-62,216667 -58,966667          | Polska                                                |         |
| 52 | Monolit stacji Wielki Mur                                      | Monolit upamiętniający otwarcie pierwszej chińskiej stacji Wielki Mur 20 lutego 1985, na Wyspie Króla Jerzego | 62°13′S 58°58′W/-62,216667 -58,966667          | Chiny                                                 |         |
| 53 | Miejsce pamięci Endurance                                      | Popiersie kapitana Luisa Pardo, monolit i tablice w Point Wild na Elephant Island, upamiętniające uratowanie rozbitków ze statku Endurance przez chilijski kuter Yelcho; kopie znajdują się w stacjach Capitán Arturo Prat i Presidente Eduardo Frei Montalva | 61°03′S 54°50′W/-61,050000 -54,833333          | Chile                                                 |         |
| 54 | Popiersie Byrda                                                | Brązowe popiersie Richarda E. Byrda w stacji McMurdo, z opisem dokonań tego polarnika, ustawione w 1965 | 77°51′S 166°40′E/-77,850000 166,666667         | Stany Zjednoczone                                     |         |
| 55 | East Base                                                      | Zabudowania amerykańskiej stacji na Stonington Island (Zatoka Małgorzaty) i przedmioty znajdujące się w pobliżu, pozostawione przez amerykańskie wyprawy z lat 1939–1941 i 1947-1948 | 68°11′S 67°00′W/-68,183333 -67,000000          | Stany Zjednoczone                                     |         |
| 56 | Chata na Waterboat Point                                       | Pozostałości chaty nad Paradise Harbour, postawionej w 1921 przez Thomasa W. Bagshawe and Maxime’a C. Lestera; współcześnie pozostał fundament futryny i dno łodzi, widoczny jest jedynie zarys chaty. Miejsce znajduje się w sąsiedztwie chilijskiej stacji González Videla | 64°49′S 62°51′W/-64,816667 -62,850000          | Chile, · Wielka Brytania                              |         |
| 57 | Tablica MacFarlane’a                                           | Tablica pamiątkowa ku czci kapitana Andrew MacFarlane’a, który w 1820 badał Półwysep Antarktyczny, umieszczona nad Yankee Harbour na Greenwich Island | 62°32′S 59°45′W/-62,533333 -59,750000          | Chile, · Wielka Brytania                              |         |
| 58 | Kopiec nad Whalers Bay (wykreślony)                            | Kopiec w pobliżu cmentarza wielorybników na Deception Island (Szetlandy Południowe) z tablicą pamiątkową ku czci kapitana Adolfa Amandusa Andresena, który jako pierwszy zakotwiczył w 1906 roku w zatoce. Kopiec został pogrzebany w wyniku erupcji wulkanu w lutym 1969. | 64°59′S 60°34′W/-64,983333 -60,566667          |                                                       |         |
| 59 | Kopiec San Telmo                                               | Kopiec na Cape Shirreff na Wyspie Livingstona (Szetlandy Południowe) z tablicą upamiętniającą załogę hiszpańskiego okrętu San Telmo, który zatonął we wrześniu 1819 roku; byli to zapewne pierwsi ludzie, którzy zginęli w Antarktyce. Kopiec leży w obrębie ASPA 149 | 62°28′S 60°46′W/-62,466667 -60,766667          | Chile, · Hiszpania, · Peru                            |         |
| 60 | Kopiec korwety Uruguay                                         | Kopiec i drewniana tablica nad Penguins Bay, Seymour Island, ustawione 10 listopada 1903 przez załogę argentyńskiej korwety Uruguay w miejscu, gdzie odnalazła ona członków szwedzkiej wyprawy pod dowództwem Nordenskjölda | 64°16′S 56°39′W/-64,266667 -56,650000          | Argentyna                                             |         |
| 61 | Port Lockroy                                                   | Brytyjska „baza A” w Port Lockroy (Archipelag Palmera), centrum operacji Tabarin (od 1944) i istotne miejsce badań w Międzynarodowym Roku Geofizycznym 1957/58 | 64°49′S 63°29′W/-64,816667 -63,483333          | Wielka Brytania                                       |         |
| 62 | Base F Wordie House                                            | Brytyjska stacja na Winter Island (Archipelag Wilhelma), przykład wczesnej stacji badawczej | 65°15′S 64°16′W/-65,250000 -64,266667          | Wielka Brytania                                       |         |
| 63 | Base Y                                                         | Brytyjska stacja na Horseshoe Island (Zatoka Małgorzaty), zachowana wraz z kompletnym wyposażeniem z lat 50 XX wieku; częścią stacji jest także refugium (schronienie) położone w pobliżu | 67°48′S 67°18′W/-67,800000 -67,300000          | Wielka Brytania                                       |         |
| 64 | Base E                                                         | Brytyjska stacja na Stonington Island, reprezentująca wczesny okres badań Antarktyki oraz późniejsze działanie British Antarctic Survey (lata 60. i 70. XX wieku) | 68°11′S 67°00′W/-68,183333 -67,000000          | Wielka Brytania                                       |         |
| 65 | Antarktyczna skrzynka pocztowa                                 | Skrzynka na słupie ustawiona 16 stycznia 1895 na Foyn Island (Possession Islands, Morze Rossa) podczas wyprawy wielorybniczej Henrika Bulla i Leonarda Kristensena na statku Antarctic | 71°56′S 171°05′W/-71,933333 -171,083333        | Nowa Zelandia, · Norwegia, · Wielka Brytania          |         |
| 66 | Kopiec Prestruda                                               | Mały kopiec skalny usypany 3 grudnia 1911 roku przez porucznika K. Prestruda w nunatakach Scotta (góry Aleksandry, Półwysep Edwarda VII), podczas norweskiej wyprawy antarktycznej | 77°11′S 154°32′W/-77,183333 -154,533333        | Nowa Zelandia, · Norwegia, · Wielka Brytania          |         |
| 67 | Granite House                                                  | Schronienie skalne na Cape Geology, używane jako kuchnia polowa podczas brytyjskiej ekspedycji z lat 1910–1913. Kamienne ściany częściowo się zawaliły, sanie utrzymujące dach z foczej skóry znajdują się obecnie 50 m dalej w stronę morza | 77°00′S 162°32′E/-77,000000 162,533333         | Nowa Zelandia, · Norwegia, · Wielka Brytania          |         |
| 68 | Miejsce składu na morenie Hell’s Gate                          | Miejsce na morenie w zatoce Terra Nova, w którym znajdowały się sanie pełniące rolę awaryjnego składu zapasów dla ekspedycji Terra Nova. Sanie i zapasy zostały usunięte z tego miejsca w 1994 roku, aby zapobiec ich zniszczeniu | 74°52′S 163°50′E/-74,866667 163,833333         | Nowa Zelandia, · Norwegia, · Wielka Brytania          |         |
| 69 | Skrzynka pocztowa ekspedycji Discovery                         | Skrzynka na przylądku Crozier (Wyspa Rossa) ustawiona 22 stycznia 1902 roku podczas ekspedycji Discovery, aby pozostawić wiadomości dla załóg statków, które pomogły wyprawie powrócić | 77°27′S 169°16′E/-77,450000 169,266667         | Nowa Zelandia, · Norwegia, · Wielka Brytania          |         |
| 70 | Skrzynka pocztowa Scotta                                       | Metalowy cylinder przybity do czerwonego pala 8 m nad poziomem morza, ustawiony 15 stycznia 1902 roku na Cape Wadworth (Coulman Island) przez Roberta Scotta. Aby skrzynka bardziej zwracała uwagę, skały za skrzynką zostały pomalowane na czerwono i biało | 73°19′S 169°47′E/-73,316667 169,783333         | Nowa Zelandia, · Norwegia, · Wielka Brytania          |         |
| 71 | Whalers Bay                                                    | Wybrzeże zatoki na Deception Island (Szetlandy Południowe), na którym znajdują się przedmioty sprzed 1970 roku, dokumentujące wczesny etap wielorybnictwa w Antarktyce, w tym pozostałości stacji wielorybniczej Hektor, cmentarz wielorybników z 35 pochówkami i pomnikiem zaginionych na morzu, oraz pozostałości z okresu brytyjskiej aktywności naukowej i kartograficznej (1944-69); miejsce upamiętnia także tę działalność, która nie pozostawiła materialnych śladów | 62°59′S 60°34′W/-62,983333 -60,566667          | Chile, · Norwegia                                     |         |
| 72 | Kopiec Mikkelsena                                              | Skalny kopiec z drewnianym masztem w Oazie Vestfold, usypany przez norweską załogę pod dowództwem kapitana Klariusa Mikkelsena. Został odnaleziony w 1957 roku i ponownie w 1995 przez australijczyków | 68°22′S 78°24′E/-68,366667 78,400000           | Australia, · Norwegia                                 |         |
| 73 | Krzyż na Mount Erebus                                          | Krzyż na Wyspie Rossa, upamiętniający 257 ofiar katastrofy lotniczej z 1979 roku. Znajduje się 3 km od miejsca katastrofy na zboczu wulkanu Erebus | 77°25′S 167°27′E/-77,416667 167,450000         | Nowa Zelandia                                         |         |
| 74 | Nienazwana zatoczka                                            | Zatoczka na południowo-zachodnim brzegu Elephant Island (Szetlandy Południowe), w której spoczywa wrak dużego żaglowca | 61°14′S 55°22′W/-61,233333 -55,366667          | Wielka Brytania                                       |         |
| 75 | Chatka A, Scott Base                                           | Chata na Pram Point, koło nowozelandzkiej stacji Scott na Wyspie Rossa, będąca jedynym zachowanym zabudowaniem pozostawionym przez ekspedycję transantarktyczną z lat 1956–1957 | 61°14′S 55°22′W/-61,233333 -55,366667          | Nowa Zelandia                                         |         |
| 76 | Ruiny stacji Pedro Aguirre Cerda                               | Ruiny chilijskiej stacji polarnej na Deception Island, zniszczonej przez erupcje wulkanu w 1967 i 1969 roku | 62°59′S 60°40′W/-62,983333 -60,666667          | Chile                                                 |         |
| 77 | Przylądek Denisona                                             | Przylądek i historyczne artefakty na nim i wodach Boat Harbour, w tym chatki Mawsona | 67°00′30″S 142°39′40″E/-67,008333 142,661111   | Australia                                             |         |
| 78 | Tablica dziewiątej ekspedycji indyjskiej                       | Tablica pamiątkowa w India Point w Górach Humboldta, w centralnej Ziemi Królowej Maud, upamiętniająca członków indyjskiej wyprawy, którzy zginęli w wypadku w górach 8 stycznia 1990 r. | 71°45′08″S 11°12′30″E/-71,752222 11,208333     | Indie                                                 |         |
| 79 | Chatka Lillie Marleen                                          | Budynek z prefabrykatów, który zbudowali członkowie niemieckiej ekspedycji na północną Ziemię Wiktorii (GANOVEX I) w sezonie 1979-80. Nazwa pochodzi od pobliskiego lodowca (Lillie Glacier) i piosenki Lili Marleen. Służyła za schronienie ekspedycji GANOVEX II w grudniu 1981, kiedy zatonął jej statek Gotland II | 71°12′S 164°31′E/-71,200000 164,516667         | Niemcy                                                |         |
| 80 | Namiot Amundsena                                               | Namiot „Polheim” ustawiony 14 grudnia 1911 roku na biegunie południowym przez członków norweskiej wyprawy pod dowództwem Roalda Amundsena, obecnie zagrzebany pod śniegiem | 90°S 0°E/-90,000000 0,000000                   | Norwegia                                              |         |
| 81 | Rocher du Débarquement                                         | Wysepka na której 21 stycznia 1840 roku wylądowała załoga Dumont d’Urville’a, odkrywcy Ziemi Adeli | 66°36′18″S 140°03′51″E/-66,605000 140,064167   | Francja                                               |         |
| 82 | Pomnik Układu antarktycznego                                   | Pomnik położony w pobliżu baz Frei, Bellingshausen i Escudero na Wyspie Króla Jerzego. Umieszczone pod nim tablice w 4 językach upamiętniają sygnatariuszy traktatu antarktycznego. Pomnik zaprojektował Amerykanin Joseph A. Pearson i przekazał Chilijczykom. Odsłonięcie nastąpiło w 1999 r., w 40. rocznicę podpisania traktatu | 62°12′01″S 58°57′41″W/-62,200278 -58,961389    | Chile                                                 |         |
| 83 | Base W                                                         | Brytyjska stacja z 1956 roku na Detaille Island (Wybrzeże Loubeta, Ziemia Grahama). W miejscu tym znajduje się chata, mniejsze budynki magazynowe i dla psów, maszty radiowe i wieżę anemometru. Dobrze zachowana stacja reprezentuje warunki badań i pracy w Antarktyce w latach 50. XX wieku | 66°52′S 66°48′W/-66,866667 -66,800000          | Wielka Brytania                                       |         |
| 84 | Chata w Damoy Point                                            | Chata i zachowany sprzęt naukowy nad Dorian Bay na Wiencke Island w Archipelagu Palmera. Chata powstała w 1973 roku i byłą używana przez Brytyjczyków w sezonie letnim do 1993 roku | 64°49′S 63°31′W/-64,816667 -63,516667          | Wielka Brytania                                       |         |
| 85 | Tablica upamiętniająca reaktor PM-3A                           | Brązowa tablica w stacji McMurdo, w miejscu w którym znajdował się pierwszy reaktor jądrowy na Antarktydzie (obecnie zdemontowany), po zachodniej stronie Observation Hill | 77°51′S 166°41′E/-77,850000 166,683333         | Stany Zjednoczone                                     |         |
| 86 | Budynek Nr. 1 stacji Wielki Mur                                | Budynek leżący obecnie w środku chińskiej stacji Wielki Mur na Wyspie Króla Jerzego. Powstał w 1985 i upamiętnia początek chińskich badań Antarktyki | 62°13′04″S 58°57′44″W/-62,217778 -58,962222    | Chiny                                                 |         |
| 87 | Miejsce stacji Georg Forster                                   | Tablica z brązu upamiętniająca pierwszą niemiecką (ściślej wschodnioniemiecką) stację polarną w Oazie Schirmachera na Ziemi Królowej Maud. Stacja działała w latach 1976–1993 i została zdemontowana w 1996 r. | 70°46′39″S 11°51′03″E/-70,777500 11,850833     | Niemcy                                                |         |
| 88 | Budynki wiertnicze profesora Kudriaszowa                       | Kompleks budynków przeznaczonych do pobierania rdzeni lodowych, zbudowany w sezonie letnim 1983-84 przez grupę pod kierownictwem Borysa Kudriaszowa | 78°28′S 106°48′E/-78,466667 106,800000         | Rosja                                                 |         |
| 89 | Szczytowy obóz ekspedycji Terra Nova                           | Miejsce, w którym znajdował się górny obóz w czasie badań wulkanu Erebus w grudniu 1912 roku. Pozostał w nim krąg kamieni, które prawdopodobnie utrzymywały materiał namiotów. Badacze sporządzili mapy i zebrali próbki skał z wulkanu | 77°30′21″S 167°10′13″E/-77,505800 167,170383   | Wielka Brytania, · Nowa Zelandia, · Stany Zjednoczone |         |
| 90 | Dolny obóz „E” Ekspedycji Terra Nova                           | Miejsce w którym znajdował się dolny obóz w czasie badań wulkanu Erebus w grudniu 1912 roku. Pozostał w nim usypany żwir i kamienie, które prawdopodobnie utrzymywały materiał namiotów | 77°30′21″S 167°10′13″E/-77,505800 167,170383   | Wielka Brytania, · Nowa Zelandia, · Stany Zjednoczone |         |
| 91 | Lame Dog Hut                                                   | Najstarszy zachowany budynek na Wyspie Livingstona (Szetlandy Południowe), który od 1988 roku był głównym budynkiem bułgarskiej stacji Kliment Ochridski. Obecnie znajduje się w nim radio, urząd pocztowy i ekspozycja muzealna z początków bułgarskich badań | 62°38′29″S 60°21′53″W/-62,641389 -60,364722    | Bułgaria                                              |         |
| 92 | Ciężki ciągnik Charʹkowczanka                                  | Ciężki ciągnik, używany od 1959 do 2010, zaprojektowany w Charkowie (ZSRR) specjalnie do prac w Antarktyce | 69°22′41,0″S 76°22′59,1″E/-69,378056 76,383083 | Rosja                                                 |         |
| 93 | Wrak Endurance                                                 | Wrak statku Endurance z Imperialnej Wyprawy Transantarktycznej wraz z wszystkimi artefaktami, które mogą leżeć na dnie w promieniu 1500 m od wraku | 68°44′21″S 52°19′47″W/-68,739167 -52,329722    | Wielka Brytania                                       |         |
| 94 | Kopiec ekspedycji Carla Antona Larsena                         | Kopiec skalny usypany w 1892 podczas pierwszej ekspedycji lądowej w tym obszarze, w pobliżu współczesnej stacji Marambio i wykorzystywany przez kolejne wyprawy | 64°14′13″S 56°35′08″W/-64,236944 -56,585556    | Argentyna, · Norwegia, · Szwecja, · Wielka Brytania   |         |
| 95 | Wrak San Telmo                                                 | Miejsce katastrofy statku San Telmo, którego pozostałości odkryli łowcy fok w 1820. Dokładne miejsce spoczynku wraku nie jest znane | 62°00′00″S 70°00′00″W/-62,000000 -70,000000    | Hiszpania                                             |         |
| 96 | Tabliczka nad jeziorem Untersee                                | Brązowa tabliczka ku pamięci członków 14. radzieckiej wyprawy antarktycznej, którzy prowadzili badania w tym obszarze | 71°20′25″S 13°27′00″E/-71,340278 13,450000     | Rosja                                                 |         |